# بارگونا-۲
بارگونا-۲ (به لاتین: Barguna-2) یک منطقهٔ مسکونی در بنگلادش است که در ناحیه برگونه واقع شده‌است.